# Marte che spoglia Venere con amorino e cane
Marte che spoglia Venere con amorino e cane è un dipinto a olio su tela (163x125 cm) realizzato nel 1580 circa dal pittore italiano Paolo Veronese. È conservato nella 
National Gallery of Scotland di Edimburgo.
Marte è raffigurato mentre spoglia Venere, seduta sulle sue ginocchia. Ai loro piedi un amorino e un cane.